# Lavoisiera imbricata
Lavoisiera imbricata är en tvåhjärtbladig växtart som beskrevs av Dc.. Lavoisiera imbricata ingår i släktet Lavoisiera och familjen Melastomataceae. Inga underarter finns listade i Catalogue of Life.

## Bildgalleri

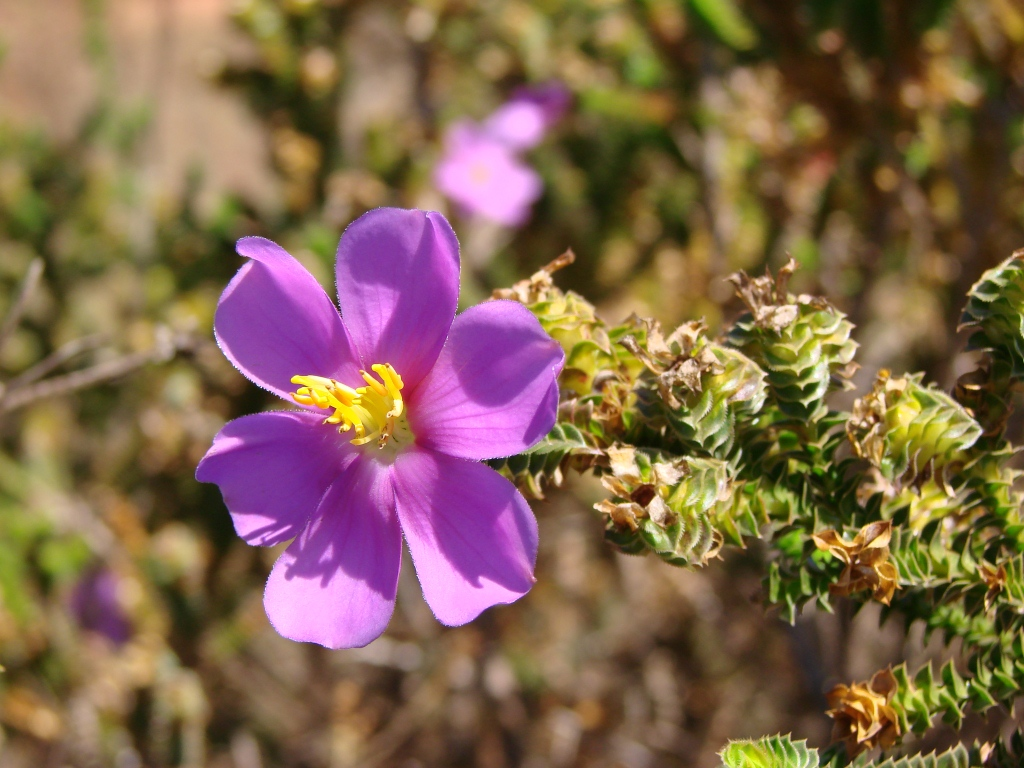
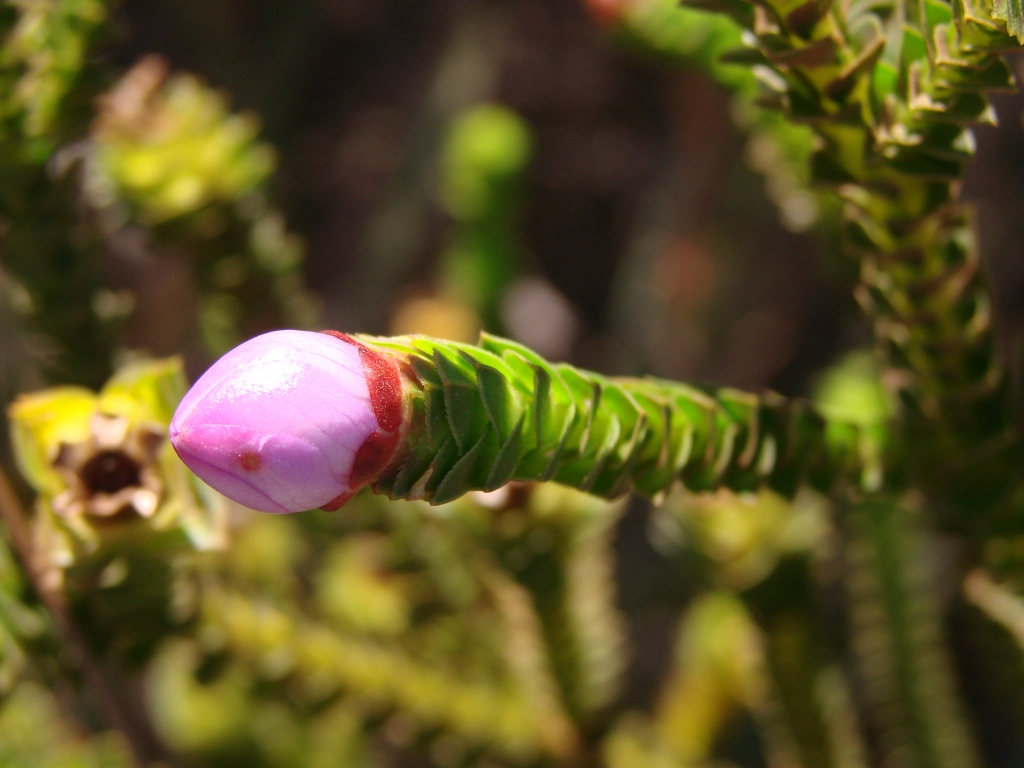